# SIG Sauer P220
SIG P220 je poloautomatická pistole navržená a vyráběná společností Swiss Arms AG známou jako SIG Sauer, Švýcarsko. Pistole je vyráběna ve městě Eckernforde, Německo, společností J.P. Sauer und Sohn GmbH. Základní model a model R má hliníkové tělo pokryté ocelí. Ostatní modely bývají celoocelové. Pistole je nabízena v ráži 9 mm Luger, .38 Super a .45 ACP. V současnosti je vyráběna pouze verze s ráží .45 ACP.

## Historie
Pistole byla založena na Browningově principu, jehož funkce ověřila již druhá světová válka. Ve švýcarské armádě je pistole známa jako Pistole 75 ( P75 ). První zemí, která zavedla tuto pistoli do výzbroje bylo Švýcarsko v roce 1975. Zavedlo ji také Japonsko a Dánsko. Později ji nahradila v těchto zemích pistole SIG P226.

## Technické údaje
Celková délka pistole je 198 mm a délka samotné hlavně je 112 mm. Hmotnost pistole je 800 gramů v normálním a 1130 gramů v ocelovém provedení. Ráže zbraně jsou 9 mm Luger, .38 Super a .45 ACP a zásobníky mají kapacitu 7, 8 nebo 9 nábojů v ráži .45 ACP nebo 9 nábojů v ostatních rážích.

## Varianty
Pistole je vyráběna ve více variantách, které jsou rozděleny na civilní využití a využití v ozbrojených silách.